# Вацик Олексій Олегович
Олексі́й Оле́гович Ва́цик — старший матрос підрозділу Збройних Сил України, учасник російсько-української війни, що загинув у ході російського вторгнення в Україну в 2022 році.

## Життєпис
Народився 30 січня 1994 року в с. Троянівці Маневицького району (з 2022 року — Камінь-Каширський район) Волинської області. 
Починаючи з 2014 року проходив військову службу в складі АТО/ООС на сході України. 
Загинув 1 квітня 2022 року в ході російського вторгнення в Україну поблизу м. Оріхова Запорізької області.
Вночі 5 квітня 2022 року мешканці с. Троянівки навколішки зустрічали воїна, який гідно захищав Україну від російського агресора. Церемонія прощання пройшла 6 квітня 2022 року біля будинку, де виріс загиблий Герой. Потім у місцевому Свято-Різдво-Богородничому храмі священнослужителі відспівали українського воїна Олексія Вацика. Три дні, з 6 по 8 квітня 2022 року на території Камінь-Каширщини були оголошені Днями жалоби у зв'язку із загибеллю Олексія Вацика та Василя Величка — жителя с. Тоболи (Прилісненська територіальна громада). Поховали військовослужбовця з усіма військовими почестями на місцевому цвинтарі.

## Родина
Залишилися молода дружина та однорічний син.

## Нагороди
- Орден «За мужність» III ступеня (2022, посмертно) — за особисту мужність і самовіддані дії, виявлені у захисті державного суверенітету та територіальної цілісності України, вірність військовій присязі[5].